# Wings of Tomorrow
Wings of Tomorrow är ett musikalbum utgivet av Europe 1984. "Open Your Heart" blev en hit. Detta blev trummisen Tony Renos sista skiva med bandet och enligt uppgift från bland andra tidigare basisten Peter Olsson ersattes Reno av en trummaskin på albumet "eftersom han var otajt och inte kunde spela med klick i lurarna. Det fick han reda på efter sju åtta år". Detta är dock ifrågasatt . Värt att nämna är också att sex av dessa låtar är med på samlingsalbumet Rock the Night: The Very Best of Europe från 2004.

## Listplaceringar
| Lista (1984) | Topplacering |
| ------------ | ------------ |
| Sverige      | 20           |

## Låtlista
1. "Stormwind" (Joey Tempest) - 4:31
2. "Scream of Anger" (Marcel Jacob/Joey Tempest) - 4:06
3. "Open Your Heart" (Joey Tempest) - 4:10
4. "Treated Bad Again" (Joey Tempest) - 3:46
5. "Aphasia" (John Norum) - 2:32
6. "Wings of Tomorrow" (Joey Tempest) - 3:59
7. "Wasted Time" (Joey Tempest) - 4:10
8. "Lyin' Eyes" (Joey Tempest) - 3:47
9. "Dreamer" (Joey Tempest) - 4:28
10. "Dance the Night Away	Tempest" (Joey Tempest) - 3:35

## Singlar
- "Lyin' Eyes" - tillbakadragen kort efter näst släppt
- "Dreamer" - bara släppt i Japan
- "Stormwind"
- "Open Your Heart"

## Musiker
- Joey Tempest - sång, akustisk gitarr, keyboard
- John Norum - gitarr
- John Levén - bas
- Tony Reno - trummor

### Listplaceringar
| Lista (1984) | Topplacering |
| ------------ | ------------ |
| Sverige      | 20           |